# Municipio Vecchio (L'Aia)
Il Municipio Vecchio, in olandese Oude Stadhuis, è l'antico palazzo comunale dell'Aia, nei Paesi Bassi.
Sorge sul centrale Groenmarkt, la piazza del Mercato delle Erbe, e costruito a partire dal 1561, rappresenta un bell'esempio dell'architettura rinascimentale olandese.

## Storia e descrizione

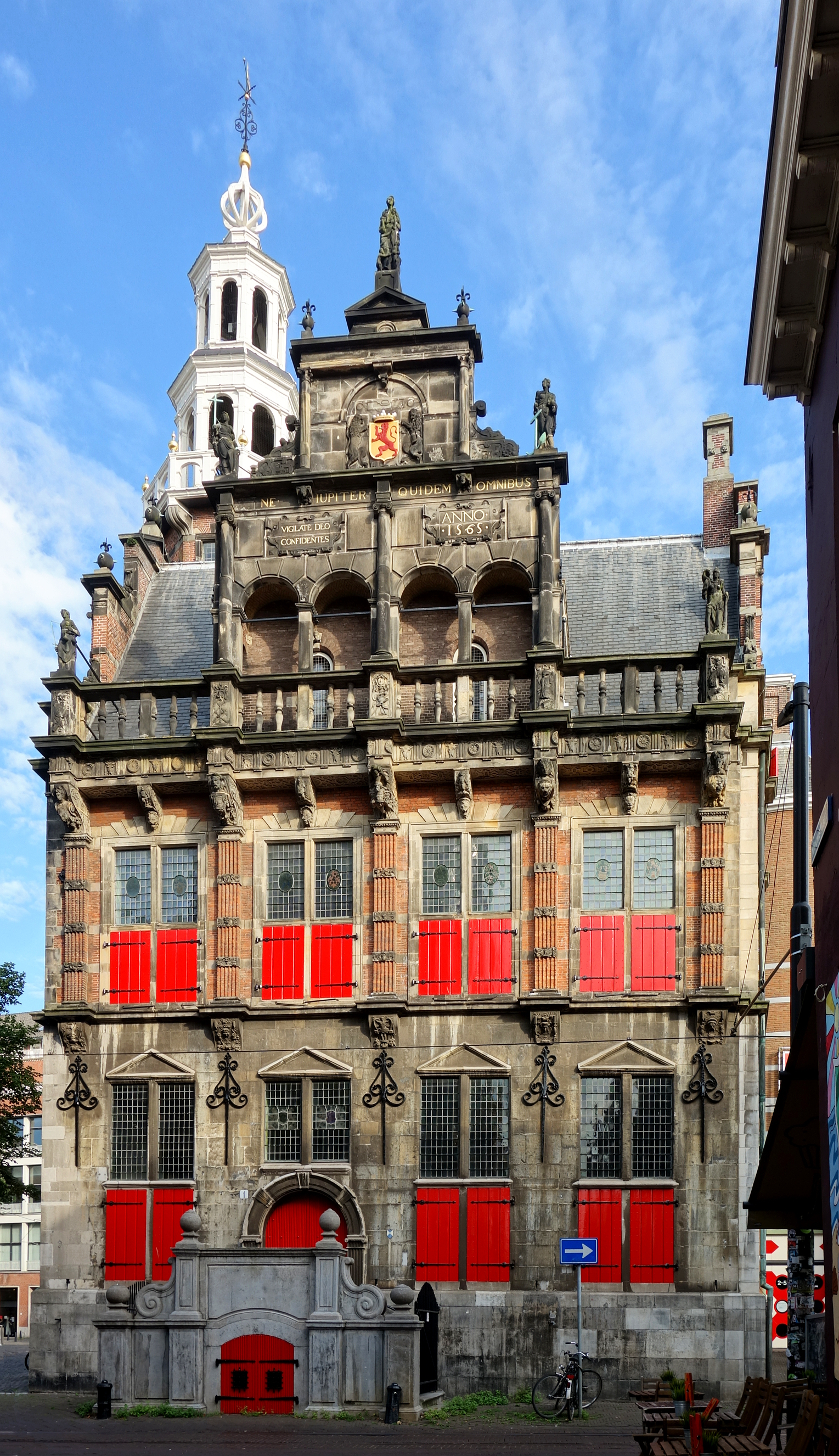
La facciata principale.

### Origini
In questo luogo vi sorgeva già un castello, residenza dei Signori di Brederode. In seguito al coinvolgimentento di uno dei Brederode nell'assassinio di Aleid di Poelgeest, amante del conte d'Olanda Alberto I di Baviera, avvenuto nella notte del 1º settembre 1392; la residenza venne sequestrata dal conte e donata alla città dell'Aia come "Casa di Città". Tale restò fino al 1560, quando si decise di costruire un nuovo municipio.

### L'edificio rinascimentale
Il cantiere iniziò nel 1561 e venne finanziato con il denaro raccolto per la costruzione delle mura civiche. Infatti L'Aia non era ancora stata dotata di mura e i cittadini fecero una colletta per erigerle. Tuttavia i due borgomastri della città Joost Jacobszoon e Dirck van Alckemade utilizzarono questi fondi per costruirvi il municipio. Fu uno dei primi esempi d'architettura rinascimentale nel Paese, e uno dei più ricchi.
L'edificio venne terminato nel 1564-65 e sull'attico della facciata sono le statue della Fede, Speranza, Amore, Fortezza e Giustizia. Alla fine del XVI secolo venne aggiunta la torretta ottagonale dotata di un antico orologio proveniente, forse, dalla casa di città. Il meccanismo venne realizzato, infatti, nel 1493 e la campana suonava quattro volte al giorno: alle 9 e alle 18 per indicare l'inizio e la fine della giornata lavorativa, e alle 12 e alle 13 per la pausa pranzo. L'orologio in seguito venne preso dai Tedeschi, e ora vi è una copia.

### Rimaneggiamenti
Il municipio venne saccheggiato durante la Guerra degli Ottant'anni, e l'interno venne riallestito nel 1671 in stile Luigi XIV. Nel 1733 l'edificio venne ampliato con la costruzione della grande ala posteriore dall'architetto francese Daniel Marot e decorato con boiserie, stucchi e dipinti in stile Luigi XV.
La facciata sul Groenmarkt venne rifatta nel 1882.

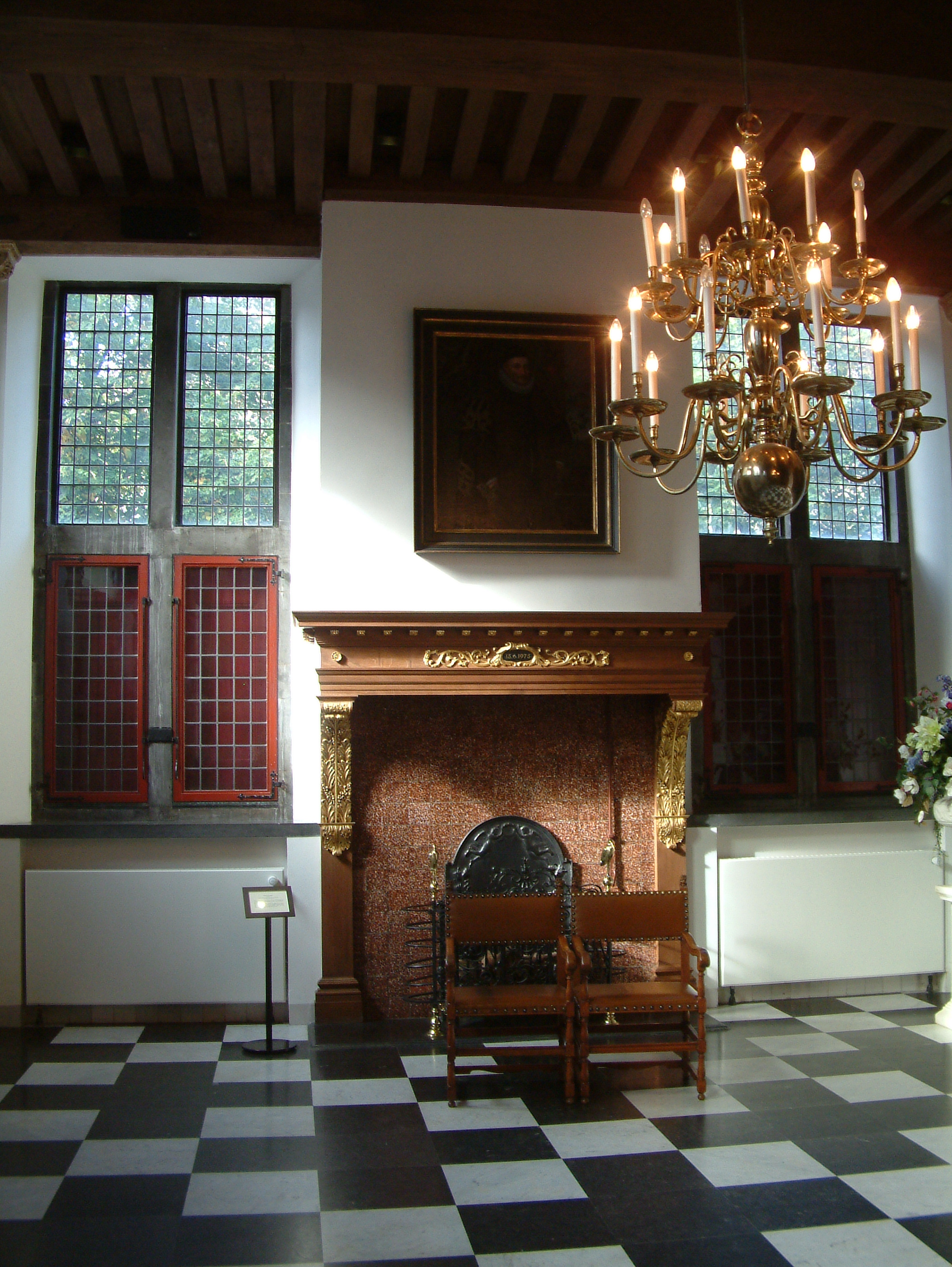
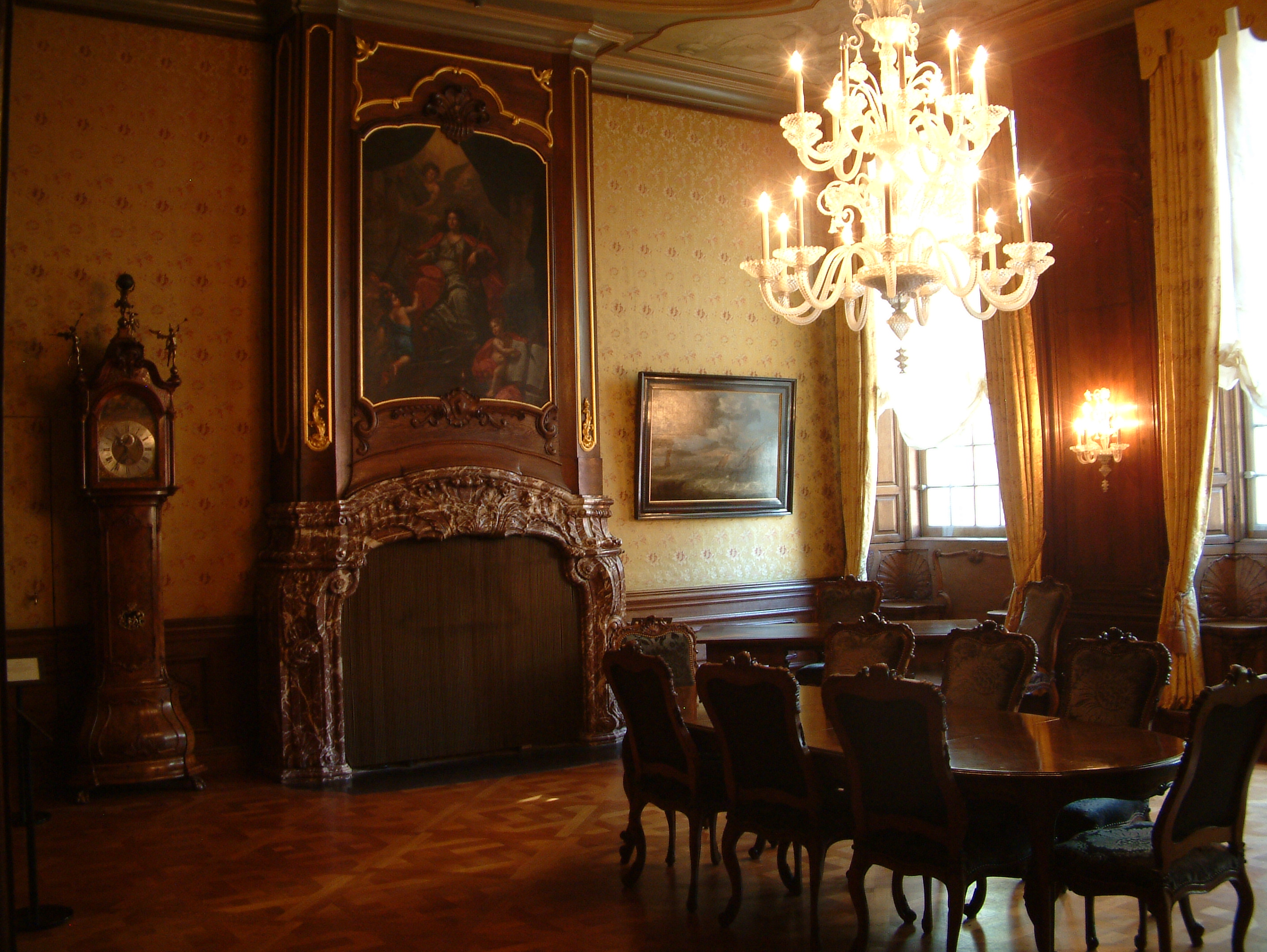
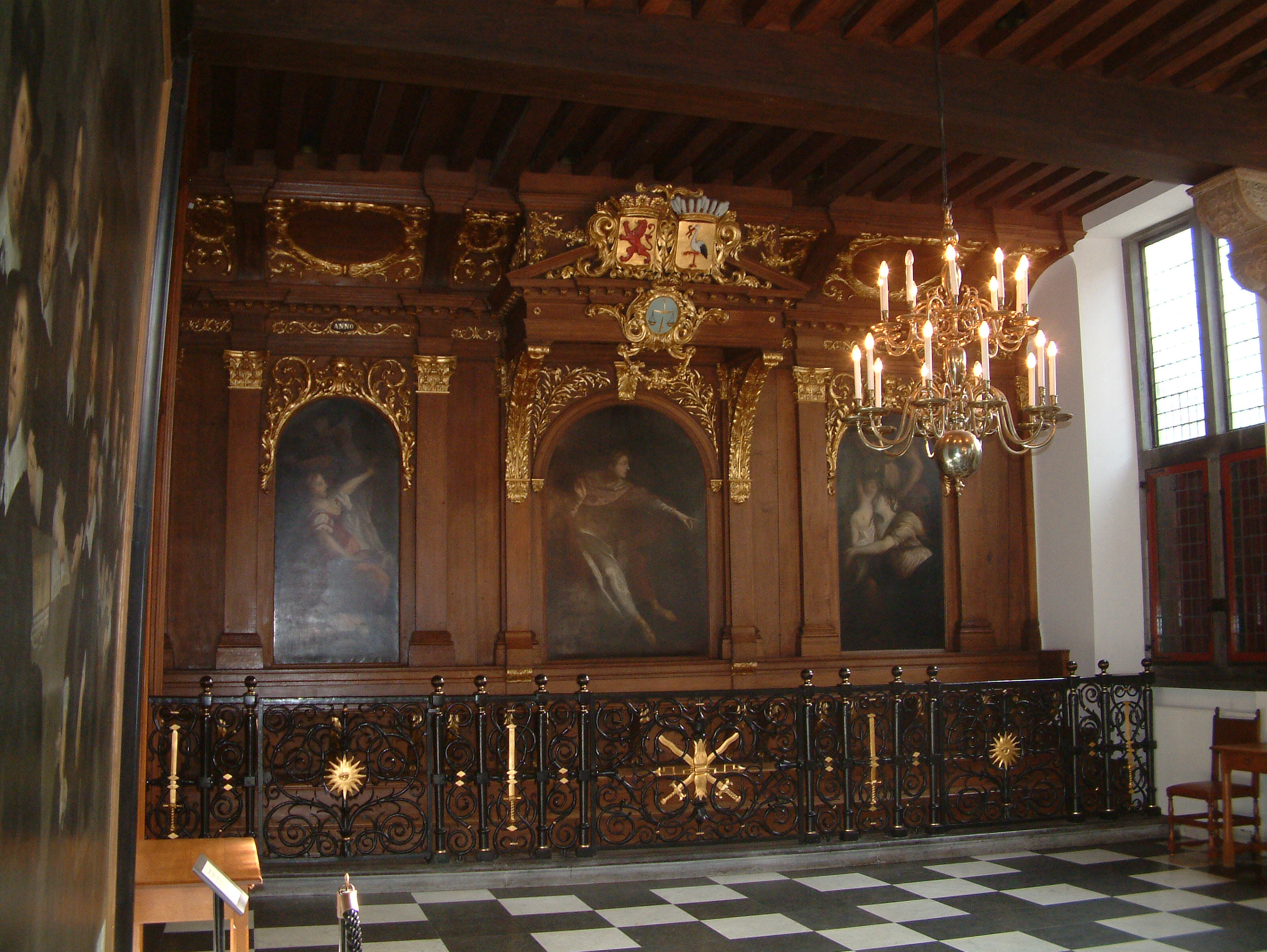
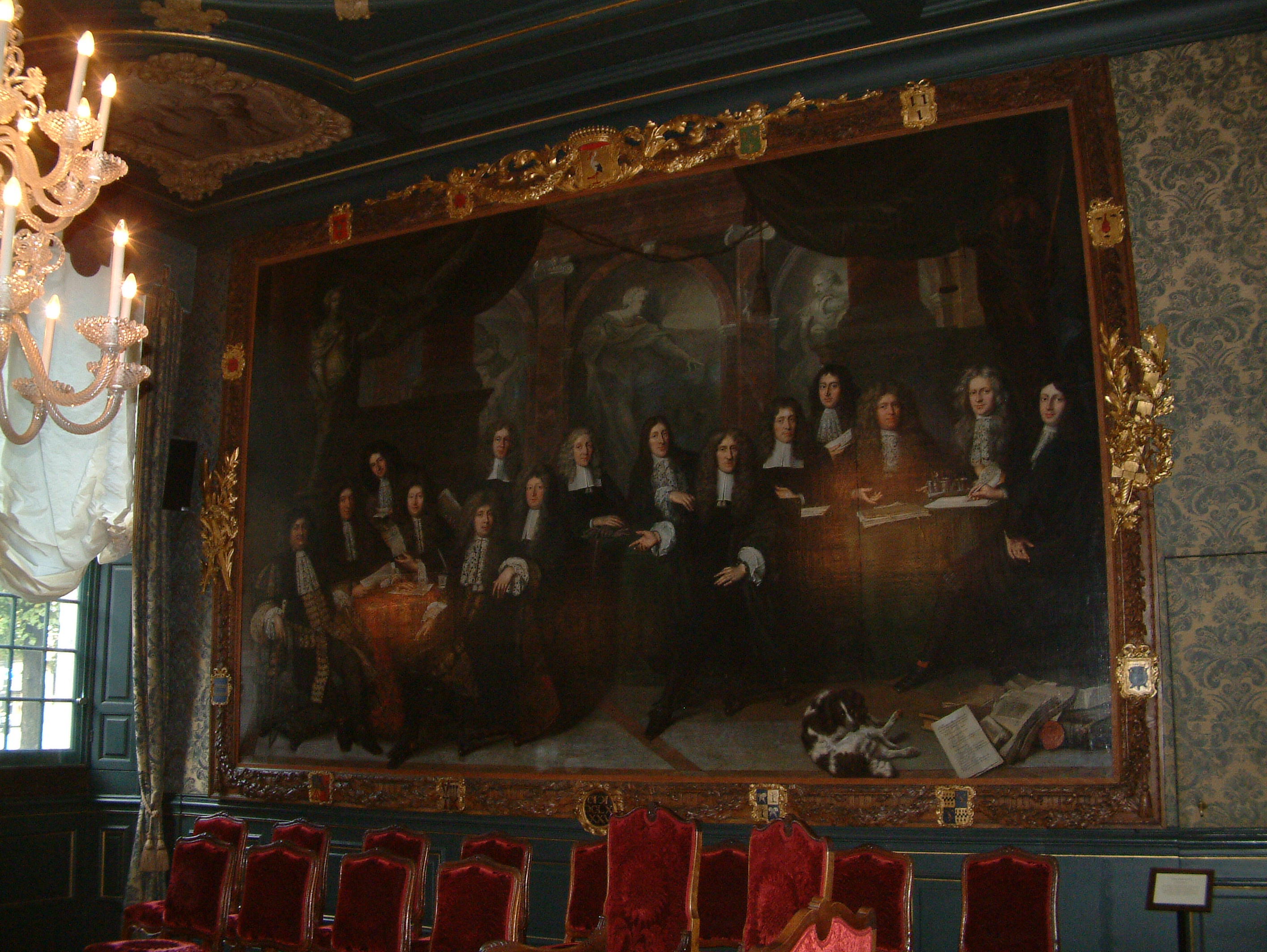